# Cross System Product
CSP（Cross System Product、システム共通プロダクト）とは、IBMがかつて開発・販売していたプログラム言語（第四世代言語、簡易言語）であり、COBOLのソースコード・ジェネレーターを中心とした開発・実行環境である。

## 名称
IBM CSPを構成する2製品の正式名称（英語、日本語）は以下である。
- IBM Cross System Product/Application Development(CSP/AD)
  - システム共通適用業務生成プロダクト／適用業務開発機能
- IBM Cross System Product/Application Execution (CSP/AE)
  - システム共通適用業務生成プロダクト／適用業務実行機能

## 概要
CSPはIBMの複数の環境でCOBOLコードを生成する開発・実行環境であり、CSP/ADはユーザーによるアプリケーションの定義、テスト、生成を対話的に行うための簡易言語（超高水準言語とも呼ばれた）で、IBM/AEはCSP/ADで開発されたアプリケーションをオンラインまたはバッチで実行・管理する機能を提供した。
CSPはIBM 8100のオペレーティングシステムであるDPPX上で生まれ、1982年にSystem/370の上で稼働するCICS/OS/VS、MVS/TSO、VM/CMSの環境に提供された。CSPはMVSのデータ格納方式であるVSAMや、階層型データベースのIMS/DB（MVS用）、DL/I（DOS/VS用）もサポートした。CSPの特徴として、ある環境で作成したアプリケーションは、別の環境でも修正なしで動作した。
1986年にはCSP V3がリリースされ、更にリレーショナルデータベースなどがサポートされた。
- CICS/OS/VSおよびMVS/TSO環境での、DB2サポート
- VSEおよびVM/SP環境での、SQL/DSサポート
- MVS/XAでの31ビットアドレッシングのサポート

最終バージョンはCSP V4だが、その実行環境(CSP/AD)も2001年にはサポートが終了された。1994年には後継のVisualGenが発表され、1996年にはVisualAge Generatorと名称変更された。